# Старобільський повіт
Старобільський повіт — адміністративно-територіальна одиниця Харківської губернії з центром у місті Старобільськ. Створено 1797 року. За радянської влади 1919 року увійшов до складу новоствореної Донецької губернії. У липні—грудні 1920 повіт називався Старобільським районом. 1923 року повіт скасовано з переходом на округи.

## Географія
Старобільський повіт розташовувався на південному сході Харківської губернії. Повіт мав межі з Катеринославською губернією на півдні, Областю Війська Донського на сході та Воронізькою губернією на півночі.
Площа території повіту становила 12 350 км², що становило близько 23 % загальної площі губернії. За площею Старобільський повіт був найбільшим у Харківській губернії.